# Moreeltriptiek
Het Moreeltriptiek is een drieluik van Hans Memling, dat hij in 1484 in opdracht van Willem Moreel schilderde, een belangrijke politicus uit Brugge. Het vormt een bewijs van de uitzonderlijke portretkunst van de schilder. Bovendien is het werk het oudste portret van een volledig gezin in de Nederlanden. Tegenwoordig maakt het deel uit van de collectie van het Groeningemuseum in Brugge.

## Geschiedenis
Er bestaat nog een portret van Willem Morel en zijn vrouw van de hand van Memling, dat zich tegenwoordig in het Koninklijke Musea voor Schone Kunsten in Brussel bevindt. Op de achterkant van dit werk zijn de namen en familiewapens van de afgebeelden aangebracht. De gelijkenis met de schenkers van het triptiek maakte de eerste identificatie mogelijk. Verder onderzoek toonde aan dat Willem Moreel in 1485 een schenking aan de Sint-Jakobskerk deed, waardoor hij er een altaar mocht oprichten voor de heiligen Maurus en Egidius en er begraven mocht worden. Hoewel in de akte geen sprake is van een altaarstuk is het aannemelijk dat Moreel het triptiek hiervoor liet maken.

## Voorstelling
Op het middenpaneel zijn drie heiligen afgebeeld, Christoffel in het midden, Maurus met bisschopsstaf en open boek links en rechts Egidius, te herkennen aan de hinde en de pijl in zijn arm. Verschillende elementen uit de legende van Christoffel komen naar voren, het Christuskind op zijn schouder, de kluizenaar die hen bijlicht en de staf waaraan een groene tak ontspringt. 
Op de zijpanelen zijn de schenkers en hun kinderen en beschermheiligen geschilderd. Links is Willem Moreel te zien met Willem van Maleval, onder meer te herkennen aan het habijt dat hij over zijn harnas draagt. Rechts zijn vrouw Barbara van Vlaenderbergh alias van Hertsvelde en de heilige Barbara met haar attribuut de toren. Ook de heiligen op het middenpaneel zijn direct met de namen van het echtpaar verbonden. Maurus en Moreel hebben dezelfde etymologie en Egidius' hert is een duidelijk verwijzing naar de achternaam van zijn vrouw. Dat Christoffel in de late middeleeuwen werd aangeroepen om een plotselinge dood te vermijden, kan een verklaring zijn voor de keuze voor deze heilige op het drieluik.
De schenkers gaan volgens de laatste mode van die tijd gekleed. Willem Moreel draagt een rode met bont gevoerde mantel over zijn zwarte wambuis. Barbara draagt een jurk van zwarte zijde met een witte kraag en een opvallend rood ceintuur. Haar oudste dochter, die was ingetreden bij de Dominicaner orde, draagt een habijt. De meeste andere meisjes hebben een diep uitgesneden jurk aan met daaronder een borstlap. De opvallende zwarte lus op hun voorhoofd staat bekend als een frontelle.
De ranke figuren bevinden zich in een nauwkeurig geschilderd landschap met een bewolkte lucht. Typisch voor Memlings stijl is hun onbeweeglijke en onaangedane uiterlijk. De schilder probeerde een serene, paradijselijke wereld te creëren, waar het menselijke en het goddelijke elkaar ontmoeten.
Als het drieluik gesloten wordt, zijn grisailles van Johannes de Doper met het lam en de heilige Joris met de draak te zien. Dit zijn de beschermheiligen van twee zonen van Moreel. Omdat deze grisailles niet de kwaliteit van het binnendeel halen, bestaat het vermoeden dat Memling dit deel van het werk aan een assistent heeft overgelaten nadat hij de voorbereidende tekeningen had gemaakt.

## Afbeelding

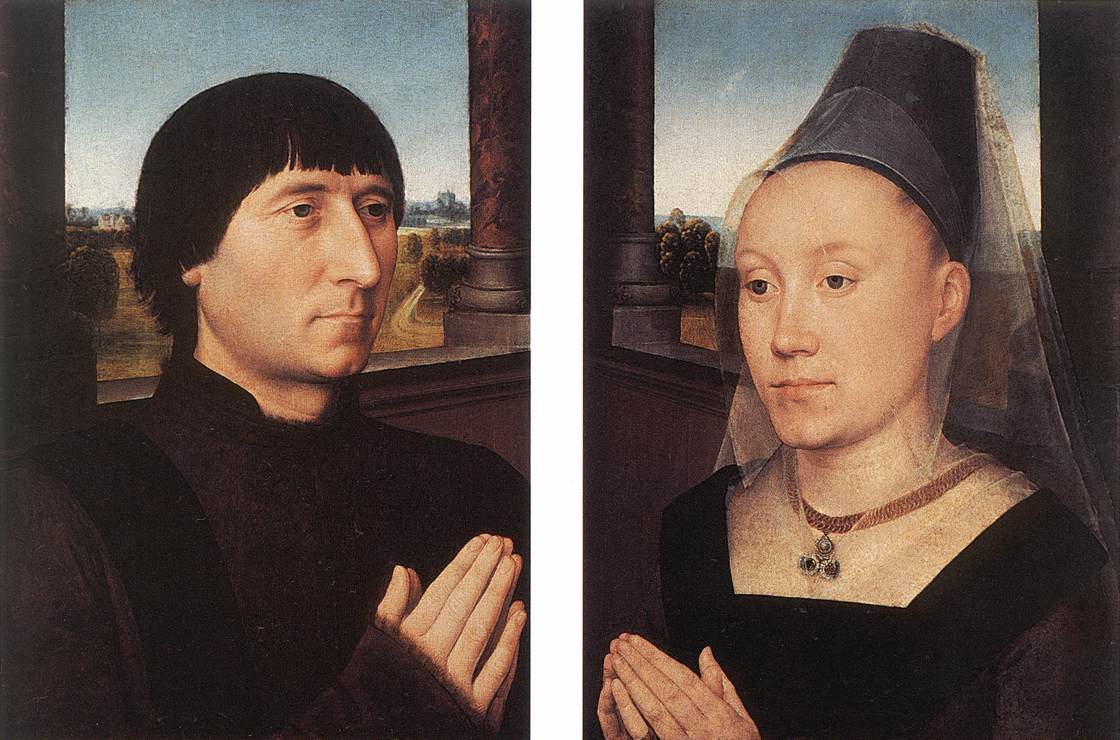
Portret van Willem Moreel en zijn echtgenote Barbara van Hertsveldel (ca. 1482)